# Chandaris Tba
Chandaris Tba är en sjö i Azerbajdzjan, på gränsen till Georgien. Den ligger i den nordvästra delen av landet, 400 km väster om huvudstaden Baku. Chandaris Tba ligger 292 meter över havet. Arean är 10,6 kvadratkilometer. Den sträcker sig 5,2 kilometer i nord-sydlig riktning, och 4,0 kilometer i öst-västlig riktning.
Trakten runt Chandaris Tba består till största delen av jordbruksmark. Runt Chandaris Tba är det ganska tätbefolkat, med 72 invånare per kvadratkilometer.